# Físico

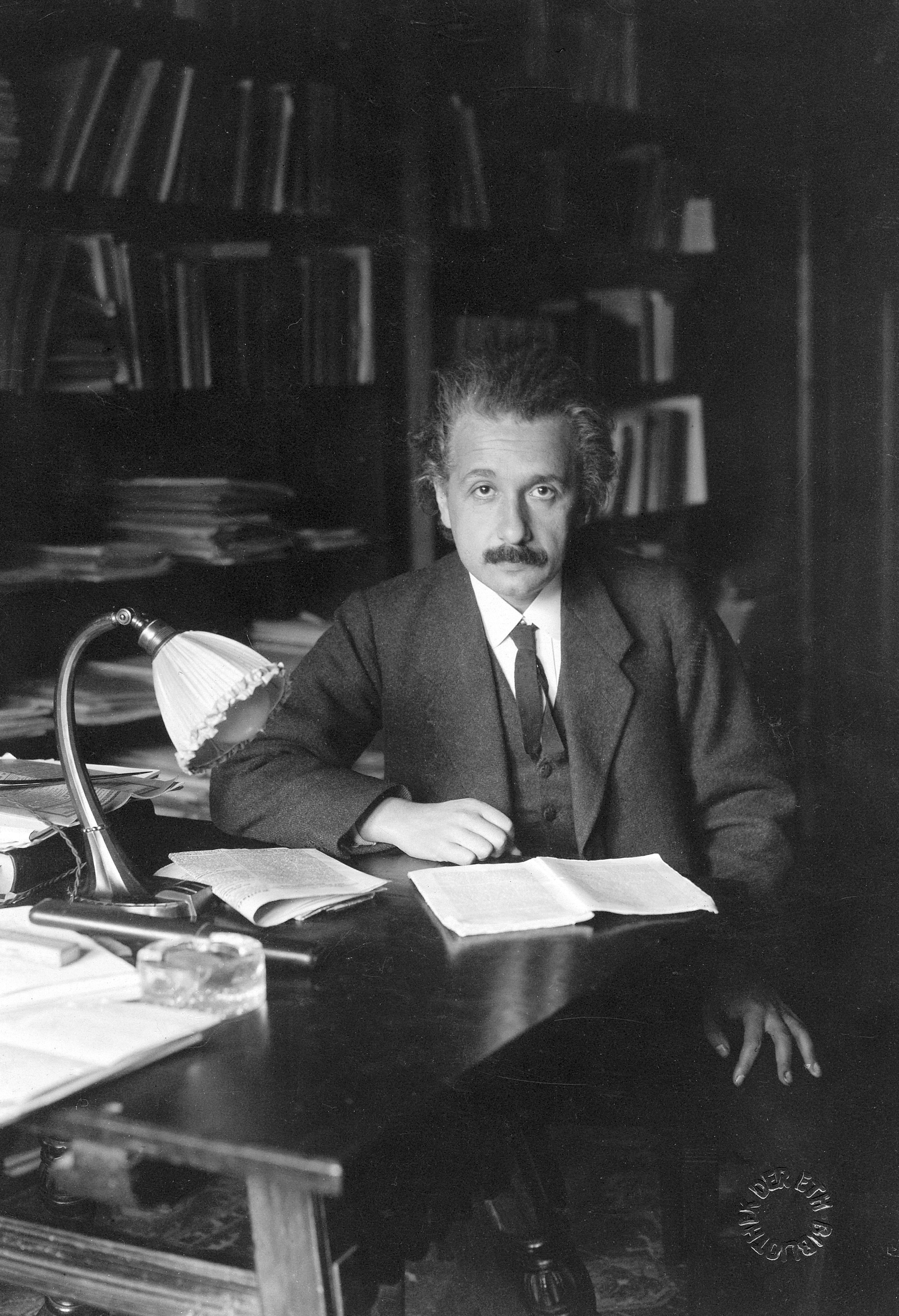
Albert Einstein, físico que desenvolveu a teoria geral da relatividade.

Físico é um cientista especializado em física. Os físicos estudam os fenômenos da natureza e os constituintes fundamentais do universo em todas as escalas de comprimento e tempo: desde as partículas subatômicas, das quais toda a matéria comum é composta (física de partículas), passando pelos sistemas biológicos (biofísica) até o comportamento do universo como um todo (cosmologia física).

## Etimologia
O termo "físico" foi cunhado por William Whewell em seu livro de 1840, The Philosophy of the Inductive Sciences. Essa palavra designava antigamente o médico ou cirurgião.

## Educação
A maior parte do material que os estudantes encontram nos cursos de graduação é baseado em descobertas e percepções ocorridas a um século ou mais. A "teoria da intromissão" da luz de Alhazen foi formulada no século XI; as leis do movimento de Newton e a lei da gravitação universal de Newton foram formuladas no século XVII; as equações de Maxwell foram formuladas no século XIX; e a mecânica quântica foi formulada no início do século XX. 
Os currículos de graduação em física incluem geralmente os seguintes tópicos: química, física clássica, cinemática, astronomia e astrofísica, laboratório de física, eletricidade e magnetismo, termodinâmica, óptica, física moderna, física quântica, física nuclear e física do estado sólido. Os estudantes de graduação de física também devem estudar intensivamente cursos de matemática (cálculo, equações diferenciais, álgebra linear, análise complexa, etc.), ciência da computação e programação.
Muitas colocações, especialmente em pesquisa, requerem um grau de doutorado. Os campos de especialização incluem as áreas experimentais e teóricas de astrofísica, física atômica, física molecular, biofísica, física química, física médica, física da matéria condensada, cosmologia, geofísica, física gravitacional, ciência dos materiais, física nuclear, óptica, física de partículas e física do plasma. Experiência em pós-doutorado pode ser requerida para determinados cargos.

## Carreiras

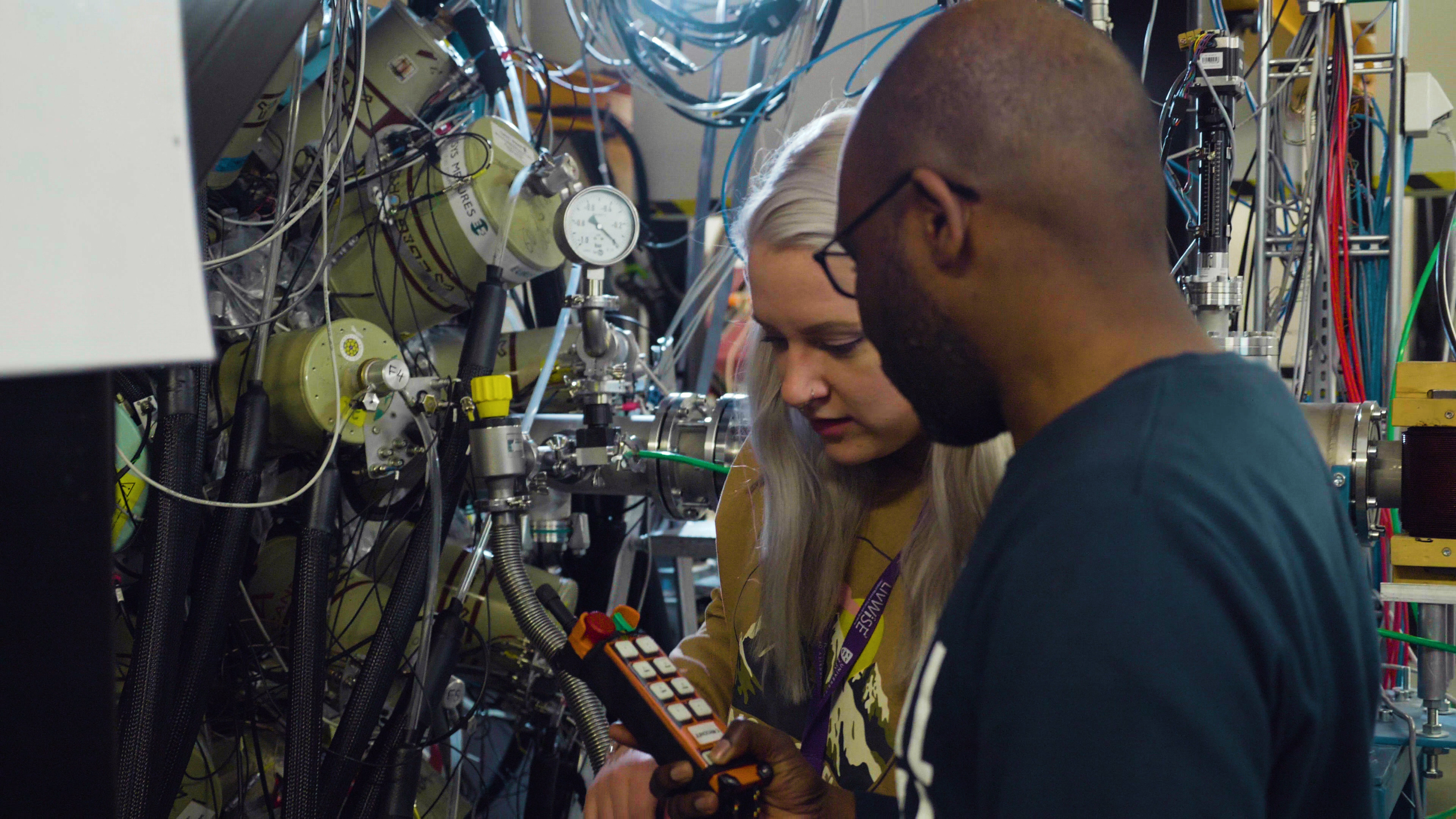
Físicos experimentais trabalhando no laboratório de aceleração da Universidade de Jyväskylä (Finlândia).

Os três maiores empregadores de físicos de carreira são instituições acadêmicas, laboratórios e indústrias privadas, com o maior empregador sendo o último. Nos EUA cerca de 20% dos novos Ph.Ds em física têm empregos em programas de desenvolvimento de engenharia, enquanto 14% se voltam para software de computador e cerca de 11% estão em negócios / educação. A maioria dos físicos empregados aplicam suas habilidades e treinamento a setores interdisciplinares (por exemplo, finanças).
Os cargos para físicos graduados incluem Cientista Agrícola, Controlador de Tráfego Aéreo, Biofísico, Programador de Computadores, Engenheiro Eletricista, Analista Ambiental, Geofísico, Físico Médico, Meteorologista, Oceanógrafo, Professor / Professor / Pesquisador de Física, Cientista Pesquisador, Físico de Reator, Físico de Engenharia, Analista de missões de Satélite, escritor de ciências, estratígrafo, engenheiro de software, engenheiro de sistemas, engenheiro de microeletrônica, desenvolvedor de radar, consultor técnico, etc.
A maioria dos titulares de diploma de bacharel em Física está empregada no setor privado. Outros campos são academia, serviço governamental e militar, entidades sem fins lucrativos, laboratórios e ensino.
As funções típicas dos físicos com mestrado e doutorado trabalhando em seu domínio envolvem pesquisa, observação e análise, preparação de dados, instrumentação, projeto e desenvolvimento de equipamentos industriais ou médicos, computação e desenvolvimento de software, etc.

## Honrarias e prêmios
A maior honraria concedida a físicos é o Nobel de Física, concedido desde 1901 pela Academia Real das Ciências da Suécia. O Breakthrough Prize in Fundamental Physics (anteriormente chamado de "Fundamental Physics Prize") é o prêmio mais lucrativo do mundo para físicos e é concedido desde 2012 pela Breakthrough Prize Board.